# ایستگاه اوک–وی‌جی‌اچ
ایستگاه اوک-وی‌جی‌اچ (انگلیسی: Oak–VGH station) یک ایستگاه زیرزمینی برنامه‌ریزی شده برای خط میلنیوم سیستم مترو ونکوور اسکای‌ترین (ونکوور) استم این ایستگاه در گوشه جنوب غربی تقاطع غرب برادوی و خیابان لورل در نزدیکی بیمارستان عمومی ونکوور در محله فیرویو ونکوور، بریتیش کلمبیا، کانادا واقع خواهد شد و قرار است در سال ۲۰۲۵ افتتاح شود.